# Капел (Ен)
Капел (фр. Capelle) насеље је и општина у североисточној Француској у региону Пикардија, у департману Ен (Пикардија) која припада префектури Вервен.
По подацима из 2011. године у општини је живело 1838 становника, а густина насељености је износила 149,92 становника/km². Општина се простире на површини од 12,26 km². Налази се на средњој надморској висини од 228 метара (максималној 231 m, а минималној 174 m).

## Демографија
| 1962. | 1968. | 1975. | 1982. | 1990. | 1999. | 2011. |
| ----- | ----- | ----- | ----- | ----- | ----- | ----- |
| 2.019 | 2.065 | 2.196 | 2.123 | 2.149 | 2.007 | 1.838 |

График промене броја становника у току последњих година